# Handscanner

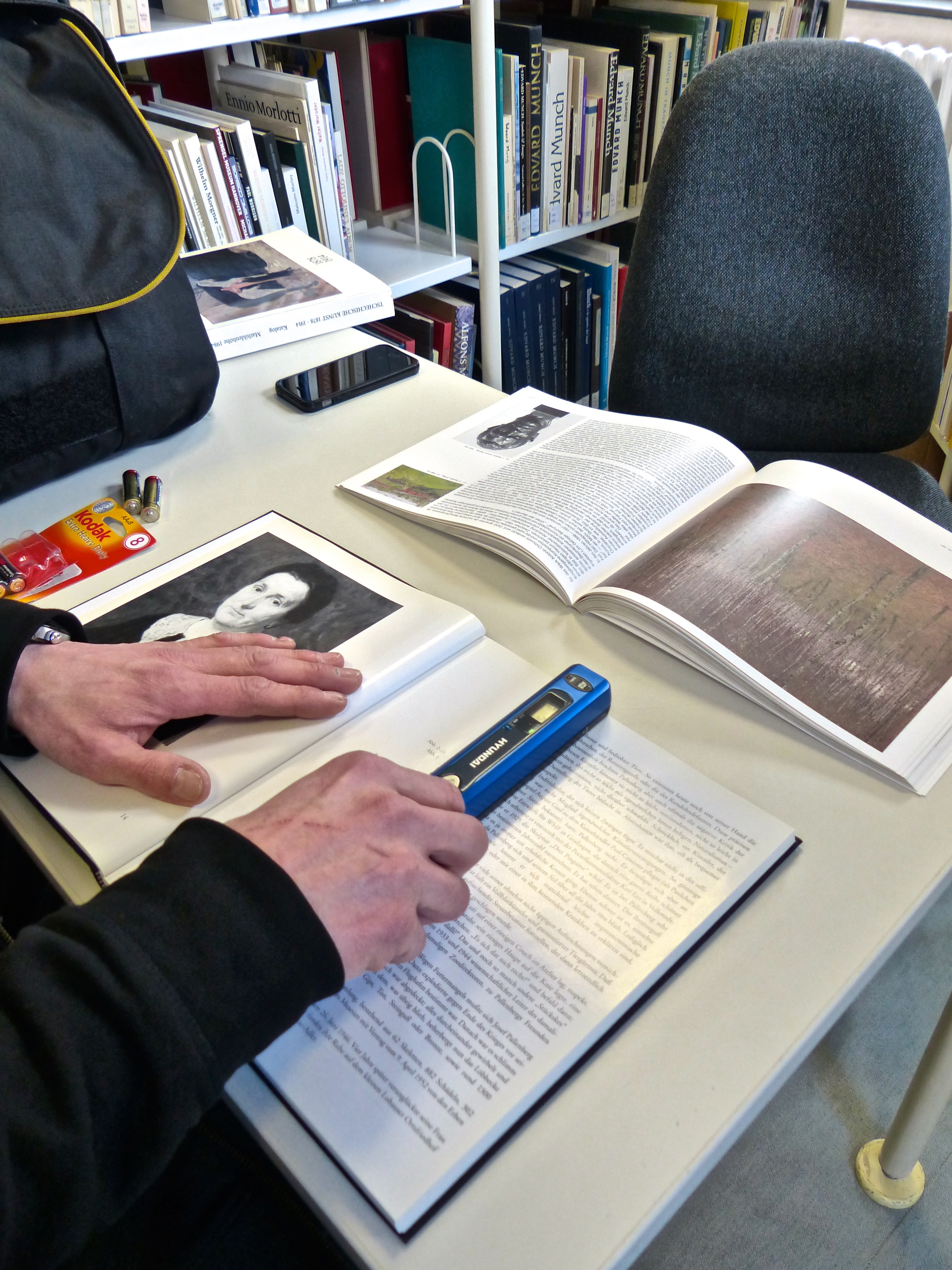
Einsatz eines mobilen Dokumenten-Scanners

Handscanner sind Scanner, bei denen die Führung der optischen Zeile nicht automatisch, sondern per Hand durch den Benutzer  erfolgt. 
Die ersten Geräte waren kabelgebunden und erfassten in der Regel etwa 10 Zentimeter breiten Streifen pro Scanbewegung. Bei Bedarf wurde eine gesamte Seite dann aus den einzelnen Streifen per Software zusammengesetzt. Durch Rollen wurde die gerade Führung unterstützt. Diese Rollen erfassen in Zusammenhang mit einem Impulsgeber auch den zurückgelegten Weg über der Vorlage und damit die zweite Dimension. Das Verfahren ist recht ungenau und aufwändig. Es war oft eine günstige Lösung gegenüber Desktopscannern die wegen ihrer Nachteile und der inzwischen preisgünstigen Flachbettscanner vom Markt verschwunden ist. 
In den späten 1990er Jahren kamen in der Hand zu haltende Scanner auf, die einzelne Zeilen einscannen konnten und eine Texterkennungs-Software (OCR, engl. optical character recognition) integriert hatten. Sie werden auch digitale Textmarker genannt. Es gibt ähnliche Geräte mit eingebauter Übersetzungssoftware.
Neue Entwicklungen erlauben das Einscannen von etwa 20 Zentimeter breiten Streifen, so dass eine DIN A4 Seite mit einer Scanbewegung erfasst werden kann. Die Software kann ein Signal geben, wenn das Gerät zu schnell bewegt wird und der Scan fehlschlägt. Die mögliche Geschwindigkeit hat sich wesentlich gesteigert auf je nach Farbeinstellung bis zu zwei bis vier Sekunden pro Seite. Die Geräte sind batteriebetrieben und speichern auf microSD oder schicken es gleich über Bluetooth oder WLAN an das gewünschte Gerät. Man spricht auch von mobilen (Dokumenten-)Scannern, worunter aber auch kleine, mobile Einzugsscanner zu verstehen sind; oder gegenüber diesen als Unterscheidungsmerkmal von Buchscannern. Sie sind heute meist Zusatzgeräte um unterwegs damit zu arbeiten.
Auch mobile Barcodelesegeräte  werden häufig als Handscanner bezeichnet.

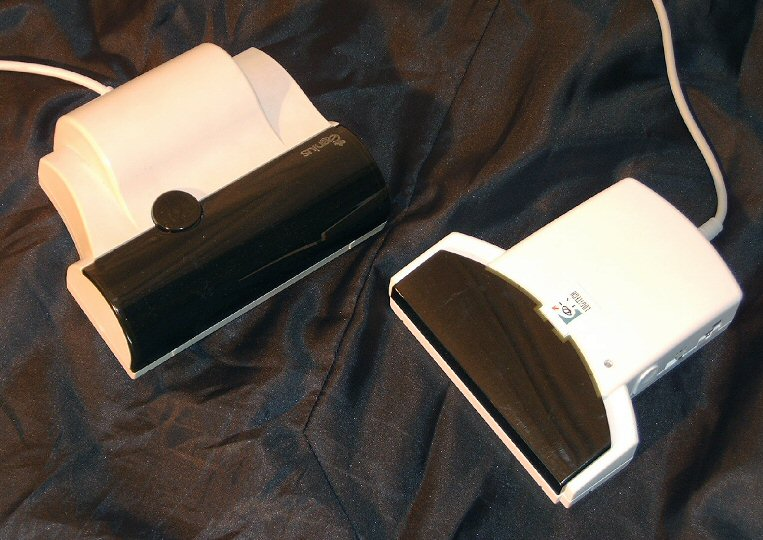
Zwei Handscanner der ersten Generation
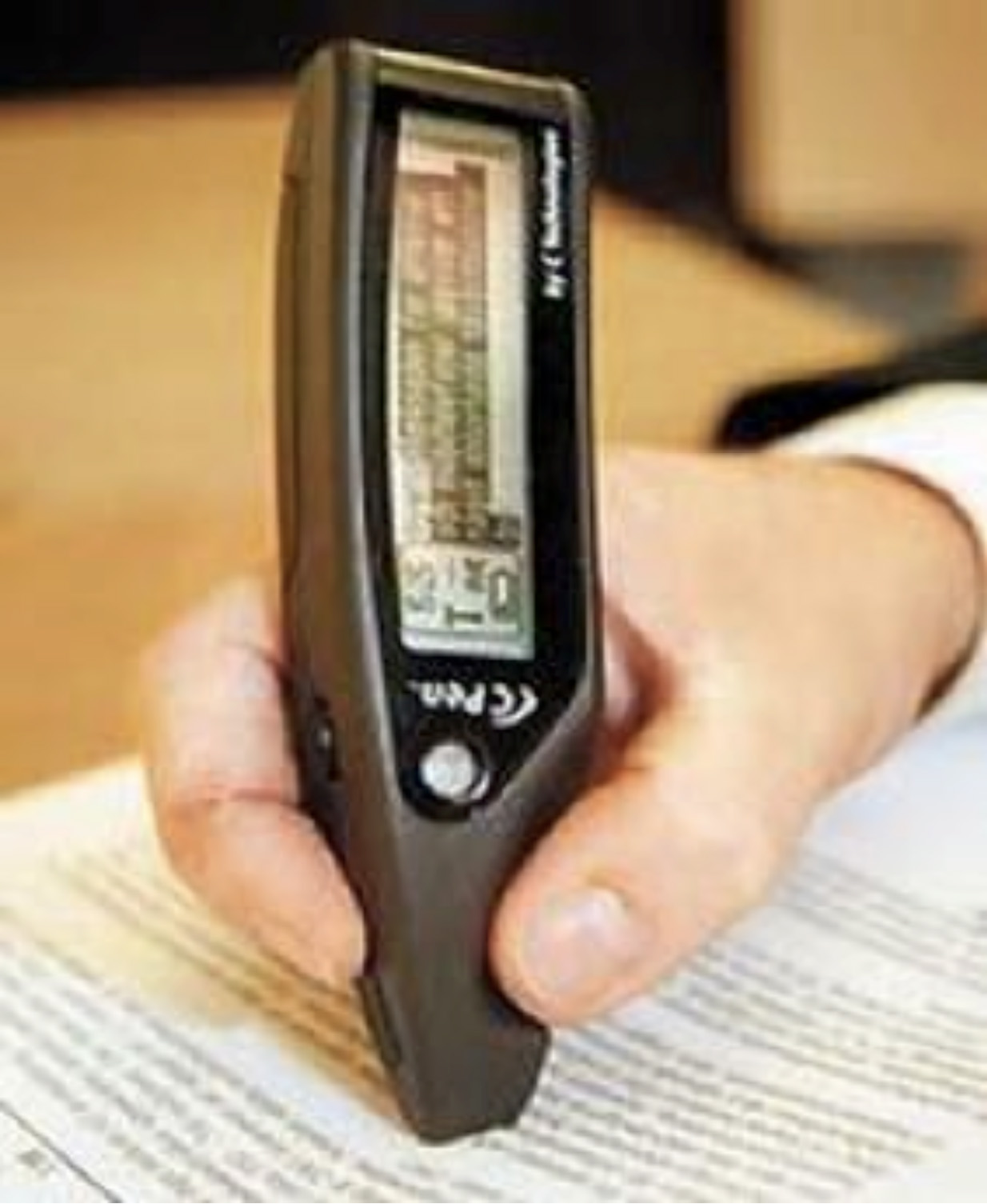
„C pen“
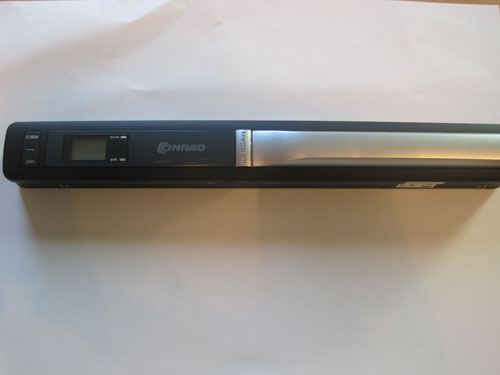
Handscanner in A4-Breite